# I Giovani Canterini di Sant'Olcese
I Giovani Canterini di Sant'Olcese sono un gruppo musicale, squadra di canto in gergo, interprete del trallalero, genere di musica popolare genovese.

## Storia del gruppo
Nascono nel 1993 da un gruppo di cantori e musicisti operanti nel campo della musica etnica, provenienti dall'area di Sant'Olcese, nell'entroterra di Genova.
Dopo due anni dalla formazione, il gruppo risulta vincitore alla settima edizione del Premio Città di Recanati 1996 - Nuove tendenze della canzone d'autore, con il brano O trallalero canson de 'na vitta (ll trallalero canzone di una vita) di Paolo Besagno, maestro e contralto del gruppo. I Giovani Canterini di Sant'Olcese sono il primo gruppo di canto popolare genovese risultato vincitore a un premio di rilevanza nazionale e internazionale, eseguendo una canzone d'autore con le sonorità tipiche del trallalero.

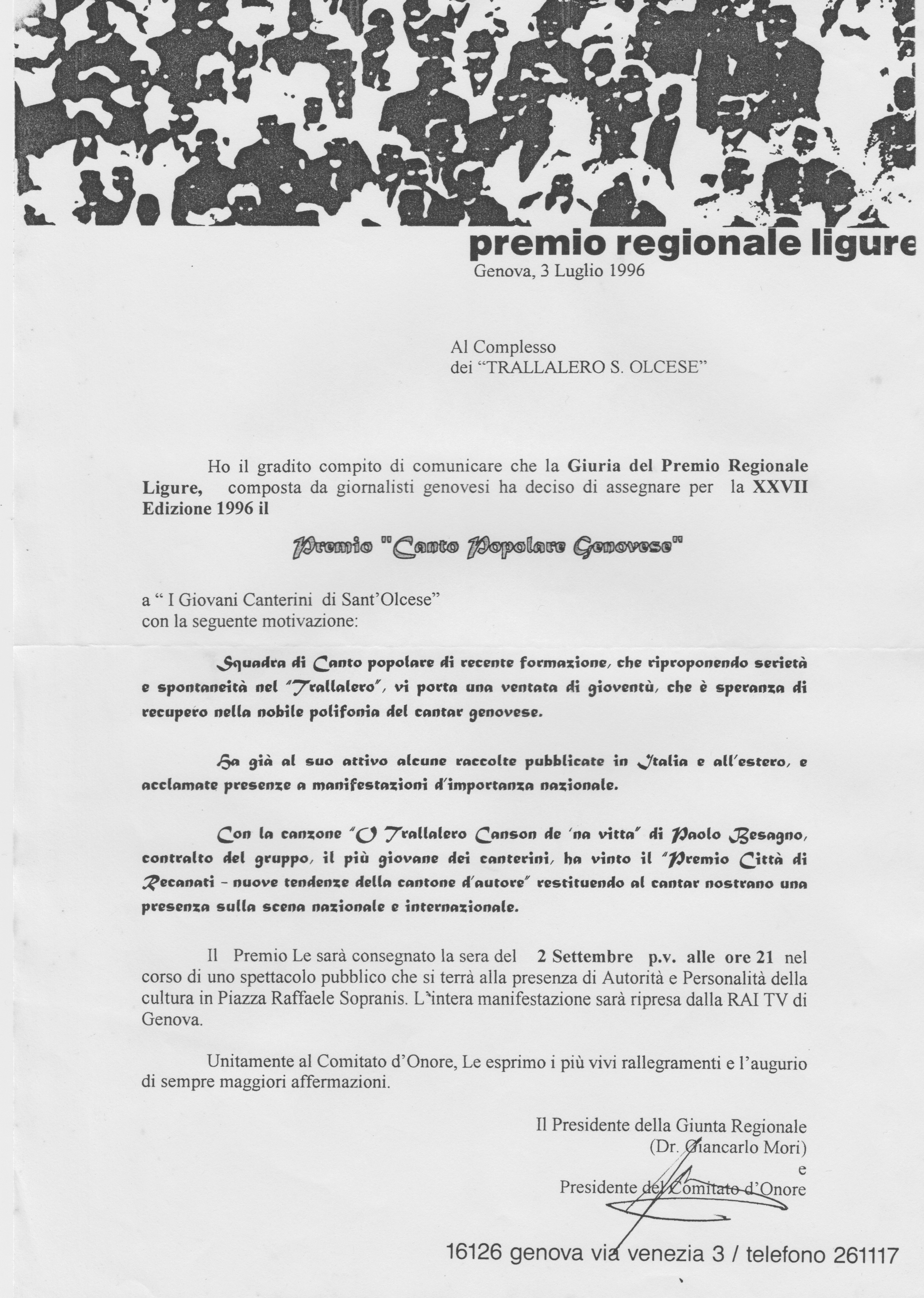
Lettera ufficiale di motivazione e assegnazione del Premio Regionale Ligure ed. 1996 a I Giovani Canterini di Sant'Olcese

Nel 1996 il gruppo è stato insignito anche del Premio Regionale Ligure per aver portato il trallalero genovese fuori dai confini della Regione Liguria.
Il gruppo continua l'attività concertistica e di pratica e diffusione del trallalero genovese, soprattutto tra le nuove generazioni, promuovendo la cultura dell'arte polivocale ligure mediante l'attivazione di un laboratorio permanente, svolto settimanalmente presso la sede della squadra.
Nel 2011 il gruppo è stato riconosciuto  Gruppo di Interesse Nazionale dal Ministero per i Beni e le Attività Culturali.

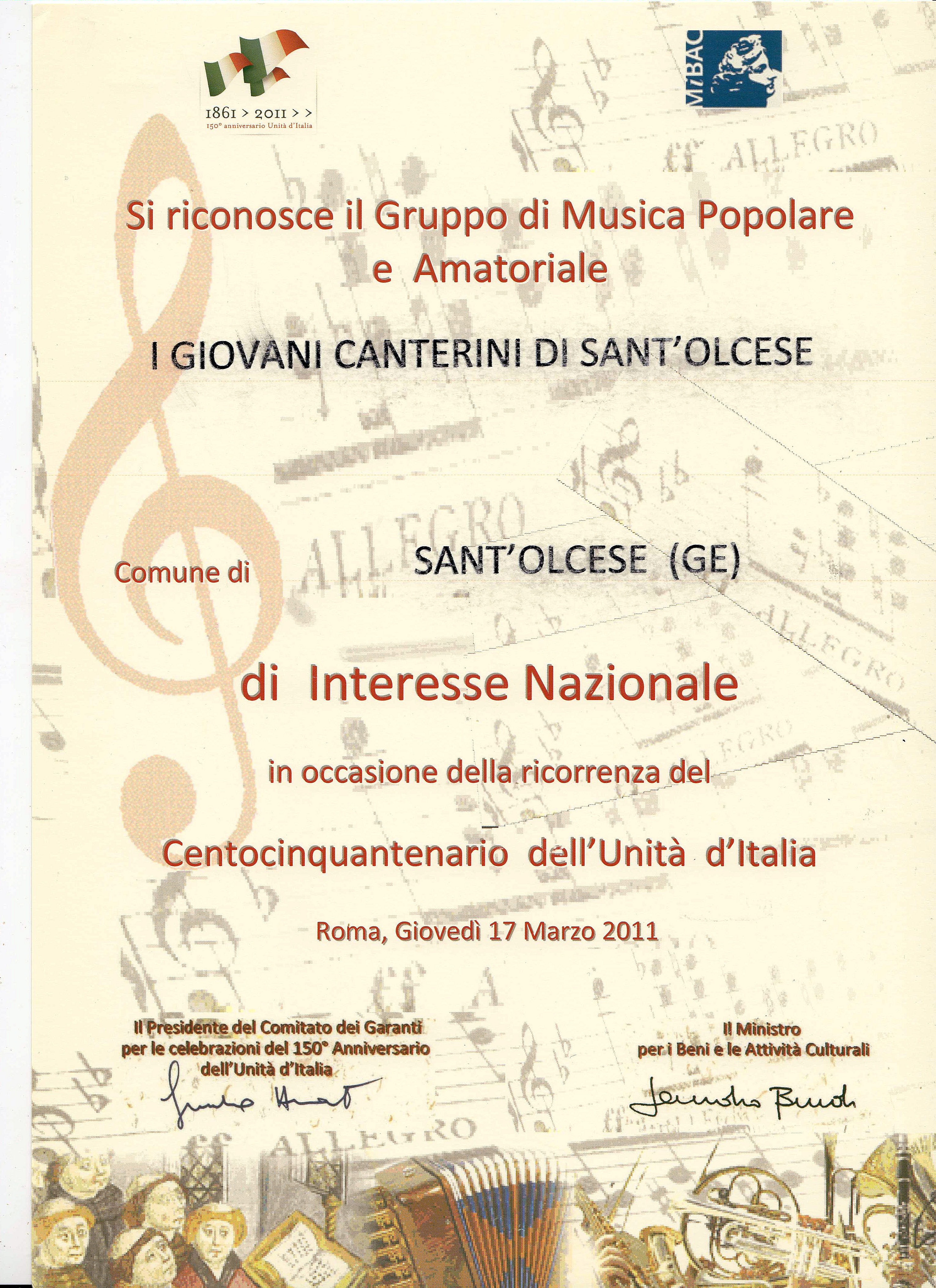
Attestato di "Gruppo di interesse nazionale" assegnato il 17 Marzo 2011 ai Giovani Canterini di Sant'Olcese, dall'allora Ministro per i Beni e le Attività Culturali Sandro Bondi

## Discografia

### Album
- 1994 – MC Il canto Raccontato - (autoprodotto)
- 1998 – CD Trallalero Genovese - (Al Sur)
- 1999 – CD Canterini all’opera - (Deferrari Devega)
- 2000 – CD Nel suono di Genova - (Ethnoworld)
- 2017 – CD ’Na reuza sarvæga - (autoprodotto)

### Partecipazioni a compilation
- 1996 – CD Premio città di Recanati VII edizione – ed. Sony Bmg

## Televisione
- 1996 - Tenera è la notte - Rai 2 - Arnaldo Bagnasco, Speciale Premio città di Recanati.
- 2003 - Il sabato del Villaggio - Rete 4
- 2015 - Le ugole genovesi ancelle della tradizione  - Tg2 Mizar.
- 2024 - Musica mia - Rai 2

## Attività concertistica
- 1996 - Recanati[2]
- 1996 – Capodistria, FolkEst, concerto con il gruppo “Pitura freska”
- 1999 – Teatro Carlo Felice di Genova Canterini all'Opera
- 2000 – Teatro Carlo Felice di Genova Canterini all'Opera, seconda edizione
- 2009 - Bologna, Università Alma Mater Studiorum - Auditorium dei Laboratori DMS - Rassegna Suoni dal Mondo[3]
- 2018 – Berna – Auditorium Grosse Halle - Linea, concerto multidisciplinare sulle città marittime. Genova, Amsterdam, New York
- 2018 – Genova, Cantieri Navali Mariotti - Linea concerto multidisciplinare sulle città marittime. Genova, Amsterdam, New York[4]
- 2018 – Berna - Teatro Vis a Vis, concerto di trallalero genovese, durante la tournée Linea[5]
- 2018 – Innsbruck, Treibhaus - Alpen Harmonien[6] concerto promosso da Universität Mozarteum, nell’ambito di un ciclo di conferenze sulle culture musicali delle Alpi
- 2019 - Genova, Galleria Nazionale di Palazzo Spinola.  Concerto in occasione della Giornata Nazionale del Folklore e delle Tradizioni Popolari,[7] istituita dalla Presidenza del Consiglio dei Ministri
- 2019 - Campomorone (Genova), Cabannun. Ghe semmo festival  festival in lingua ligure, un progetto di Mike FC
- 2022 - Alessandria (Al), Conservatorio A. Vivaldi. Rassegna "L'altra musica" concerto, "La polivocalitá nel trallalero genovese"
- 2023 - Genova (Ge), Piazza Raffaele De Ferrari, prove in piazza[8] in occasione del trentennale del gruppo, con il patrocinio di Regione Liguria.
- 2025 - Genova (Ge), Conservatorio N. Paganini. Festa Internazionale della Musica, Notte Bianca concerto.